# Ursula Steiger
Ursula Steiger (...) è un'ex sciatrice alpina austriaca paralimpica, che ha rappresentato il suo paese alle Paralimpiadi invernali del 1976 e del 1980, vincendo in totale quattro medaglie, una medaglia d'argento e tre medaglie di bronzo.

## Carriera
Alle Paralimpiadi invernali 1976 a Örnsköldsvik, in Svezia, ha vinto tre medaglie: l'argento nello slalom speciale femminile (con un tempo di 1:48.05 si è posizionata seconda, dietro all'atleta della Germania dell'Ovest Annemie Schneider con 1:35.39), e due bronzi: nello slalom gigante (in 1:48.62) e supercombinata (in 1:55.48). 
Quattro anni più tardi, a Geilo 1980, con un tempo di 1:35.03 si è piazzata terza nello slalom speciale 1A (Annemie Schneider medaglia d'oro in 1:28.61 e Christine Winkler medaglia d'argento in 1:29.56).

## Palmarès

### Paralimpiadi
- 4 medaglie:
  - 1 argento (slalom speciale a Örnsköldsvik 1976)
  - 3 bronzi (slalom gigante e supercombinata a Örnsköldsvik 1976; slalom speciale a Geilo 1980)